# Sejfaddin Osmanow
Sejfaddin Magadinowicz Osmanow (kaz. Сейфаддин Магадинович Османов;ur. 27 maja 1982) – kazachski zapaśnik walczący w stylu wolnym.
Zajął 14 miejsce na mistrzostwach świata w 2009. Ósmy na igrzyskach azjatyckich w 2010. Brązowy medal na mistrzostwach Azji w 2007 i 2010. Czwarty w Pucharze Świata w 2012 i szósty w 2009. Srebro na wojskowych mistrzostwach świata w 2010 roku.